# أولغا سريبكينا
أولغا يوريفنا سريبكينا (بالروسية: Ольга Юрьевна Серябкина) ولدت 12 أبريل 1985 في موسكو، هي مغنية وكاتبة أغانٍ روسية. عضوة سابقة في فرقة الفتيات سيريبرو، التي فازت بالمركز الثالث في مسابقة الأغنية الأوروبية لعام 2007، تركت الفرقة في عام 2019.

## الحياة والمهنة

### النشأة والمهنة (1985–2007)
في السابعة من عمرها، بدأت أولغا في دراسة الباليه. في سن السابعة عشر حصلت على رتبة المرشحة لسيد الرياضة، وشاركت في العديد من المسابقات الدولية. من 2004 إلى 2006 عملت كمغنية / راقصة خلفية للمغني الروسي إراكليج.

### سيريبرو (2007–2019)
بعد ذلك انضمت إلى فرقة سيريبرو. تم إحضارها إلى تجارب الاداء مِن قِبل صديقتها ايلينا تيمنيكوفا، التي كانت بالفعل ايضًا عضوة في الفرقة. شاركوا في مسابقة الأغنية الأوروبية لعام 2007 وفازوا بالمركز الثالث.
لاحقًا أصبحت سيريبرو واحدة من أشهر الفرق الموسيقية الروسية. في عام 2007 بدأت أولغا في كتابة كلمات الأغاني للفرقة. في أكتوبر 2007، كانت هناك بعض الشائعات بأن أولغا كانت تنوي مغادرة الفرقة لأنه قيل إنها واجهت مشاكل مع زميلتها ايلينا تيمنيكوفا، لكن هذا لم يكن صحيحًا. وقال مدير الفرقة ماكس فاديف إنه تم بالفعل العثور على عضوة بديلة لأولغا لتحل مكانها إذا أولغا غادرت الفرقة، لكن أولغا قررت عدم مغادرة سيريبرو.
في 9 أكتوبر 2018، أعلنت أولغا عبر إنستغرام أنها ستترك الفرقة في عام 2019 للتركيز على مهنتها الفردية. ذكرت إنها ستبقى بالفرقة حتى إصدار آخر ألبوم لها مع الفرقة. بدأت مهنتها الفردية باسم (هولي مولي) في البداية، ثم غيرت أسمها لاحقًا إلى مولي فقط. قضت أولغا بضع سنوات من كونها المغنية الرئيسية (وكذلك كاتبة الأغاني) لـ سيريبرو وأيضًا كانت تركز على مسيرتها الفردية. بعض أغانيها تشمل: "Holy Molly" و "Ya prosto lublyu tebya" و "Kill me all night long".

## الحياة الشخصية

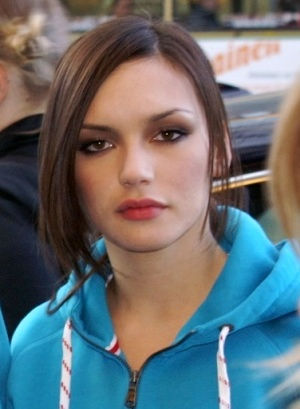
أولغا يوريفنا سريبكينا

تخرجت من مدرسة الفنون في موسكو ومن معهد ИМПЭ، وحصلت على دبلوم التعليم العالي في تخصص الترجمة وريادة الأعمال.
أولغا سريابكينا تتحدث الروسية والإنجليزية والألمانية بطلاقة.
في يونيو 2019، قامت أولغا بالإفصاح عن ميولها وقالت أنها مزدوجة الميول الجنسية في مقابلة مع صحيفة روسية. لقد فعلت أولغا ذلك لتنفي الشائعات التي كانت تقول على انها علاقة مع المدير والمنتج مكسيم فاديف، والتي نشرتها زميلتها بالفرقة سابقًا ايلينا تيمنيكوفا. في المقابلة أكدت أولغا أنها كانت على علاقة لمدة أربع سنوات مع زميلتها بالفرقة ايلينا عندما كانا في الفرقة معًا، وأن علاقتهما كانت معروفة عند العضوات الأخريات في الفرقة، لكنهم لم يؤكدوا ذلك علنًا للعامة، منذ إنهاء علاقتها مع إيلينا، قامت أولغا بمواعدة الرجال فقط.

## روابط خارجية
- أولغا سريبكينا على موقع IMDb (الإنجليزية)
- أولغا سريبكينا على موقع ميوزك برينز (الإنجليزية)
- أولغا سريبكينا على موقع أول ميوزيك (الإنجليزية)
- أولغا سريبكينا على موقع ديسكوغز (الإنجليزية)
- أولغا سريبكينا على موقع قاعدة بيانات الفيلم (الإنجليزية)
- أولغا سريبكينا على موقع كينوبويسك (الروسية)